# Bosscheveldbrug
De Bosscheveldbrug is een brug in de A2 over de Zuid-Willemsvaart ter hoogte van de Brabantse hoofdstad 's-Hertogenbosch.
De brug is gemaakt van beton en is een plaatbrug. De brug is in 1967 gebouwd, toen de A2 om de stad 's-Hertogenbosch werd gelegd. De lengte van de brug bedraagt 120 meter.